# Вольхузен
Вольхузен (нем. Wolhusen) — коммуна в Швейцарии, в кантоне Люцерн. 
Население составляет 4127 человек (на 31 декабря 2006 года). Официальный код — 1107.
До 2012 года входила в состав округа Зурзе. 1 января 2013 года была передана в новый избирательный округ Энтлебух.